# Andrés Ortiz Rojas
General Andrés Ortiz Rojas fue un militar mexicano con idealismo villista que participó en la Revolución mexicana. Nació en Bachíniva, Chihuahua. Fue conocido como "El Cortito" por su baja estatura. En 1910 se incorporó al movimiento maderista en su estado natal al lado de Francisco Villa. Con el tiempo formó parte de su escolta de "Dorados". Se destacó por rescatar a sus compañeros heridos para que no cayeran en manos del enemigo. En septiembre de 1915 aprehendió al general Tomás Urbina en Las Nieves, Durango, para llevarlo ante el general Francisco Villa, quien ordenó su fusilamiento. Murió en el combate de Reforma, Chihuahua, contra las fuerzas del general carrancista Francisco Murguía, el 2 de enero de 1917.